# Gaspar de Portolá

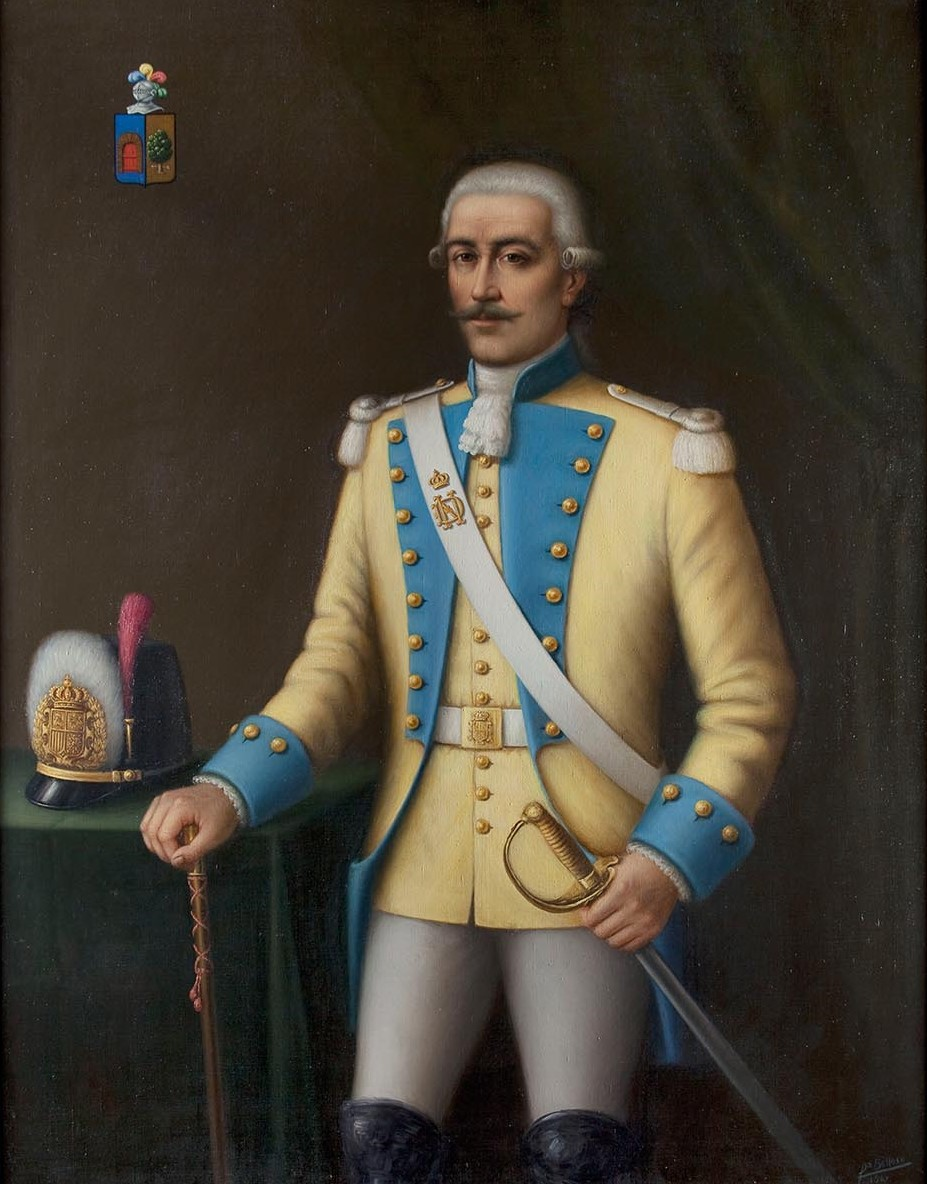
Gaspar de Portolá

Gaspar de Portolá Rovira (Balaguer, 1716 - Lleida, 1786) was een Spaans militair en ontdekkingsreiziger. De Portolà leidde in 1769 en 1770 een expeditie die de Noord-Amerikaanse westkust van het huidige Californië koloniseerde. Hij was de stichter van de steden San Diego en Monterey.

## Loopbaan
Voordat De Portolá in Nieuw-Spanje aankwam diende hij als Spaans soldaat ook in Italië en Portugal.
Nadat de Spaanse koning Carlos III de jezuïetenorde in 1767 onwettig verklaarde, werd De Portolá als gouverneur van Neder-Californië belast met de arrestatie en deportatie van jezuïetenmonniken uit het gebied. De veertien missieposten die de jezuïeten in de voorgaande eeuw in het gebied hadden opgericht werden daarna eerst toegewezen aan de franciscanen, daarna aan de dominicanen. Bij het tweede besluit kregen de franciscanen een missiegebied ten noorden van Nieuw-Spanje toegewezen, in het huidige Californië, dat de Spanjaarden Alta California noemden. De inspecteur-generaal van Nieuw-Spanje, José de Gálvez, zag dit als een manier om het gebied onder Spaans gezag te brengen. Daarnaast beval hij een militaire expeditie onder leiding van De Portolá.

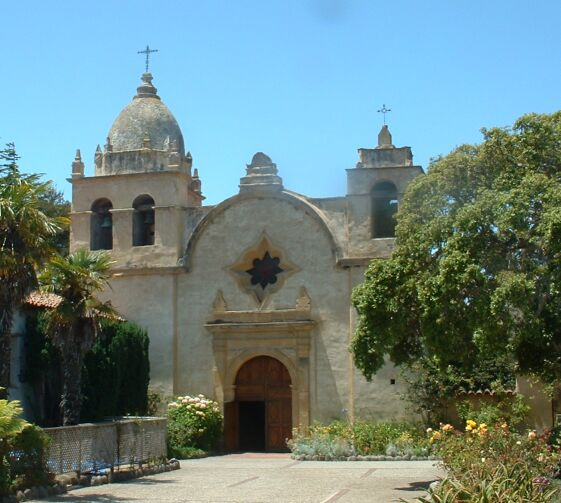
De missiepost San Carlos Borromeo de Carmelo in Monterey werd in 1770 door de expeditie van De Portolá gesticht.

Vier expedities van soldaten, kolonisten en missionarissen trokken naar Alta California. De kustlijn van het gebied was in 1602 in kaart gebracht door de ontdekkingsreiziger Sebastián Vizcaíno en het plan was koloniën te stichten op de plekken waar Vizcaíno natuurlijke baaien had ontdekt, bij het huidige San Diego en Monterey. In januari 1769 zeilden drie schepen vanuit La Paz naar het noorden. Over land trokken twee expedities naar het noorden, een onder leiding van Fernando Rivera en een onder leiding van De Portolá zelf. Onder de leden van De Portolá's groep bevond zich de missionaris Junípero Serra. De expedities over land en zee ontmoetten elkaar zoals gepland bij de eerste door Vizcaíno gekarteerde baai, waar ze in mei 1769 de nederzetting San Diego en de missiepost San Diego de Alcalá stichtten. Van de 219 personen die uit Nieuw-Spanje vertrokken, waren inmiddels niet veel meer dan 100 over. Ook was een van de drie schepen verloren gegaan.
De Portolá trok daarop met een groep van 63 soldaten, de missionaris Juan Crespí en 100 muildieren verder naar het noorden. Crespí hield een gedetailleerd dagboek van de expeditie bij. Hoewel ze de Baai van Monterey in oktober bereikten herkenden ze deze door Vizcaíno beschreven baai niet vanwege de dichte mist. Overtuigd dat hij de baai al voorbij was leidde De Portolá zijn manschappen verder naar het noorden om het daar gelegen kustgebied in kaart te brengen. In november bereikten ze de San Francisco Bay Area, om daarna terug te keren naar San Diego, waar ze in januari 1770 aankwamen. Onderweg terug lukte het opnieuw niet de baai van Monterey te vinden.
In april trok De Portolá opnieuw met een kleine expeditie naar het noorden om de baai te zoeken, terwijl een van de schepen over zee hetzelfde deed. In mei 1770 was hij opnieuw op de juiste plek. Omdat het weer ditmaal helder was herkende men de baai en kon men de nieuwe kolonie stichten. Daarmee had De Portolá zijn opdracht vervuld. Hij liet Pedro Fages achter als zijn opvolger als gouverneur van Alta California en zeilde terug naar San Blas in Nieuw-Spanje. Hij keerde nooit terug naar Californië, maar was van 1776 tot 1784 gouverneur van de staat Puebla. Daarna keerde hij terug naar Spanje.

## Nalatenschap
Naar De Portolà zijn de plaatsen Portola en Portola Valley in Californië vernoemd. In de Tweede Wereldoorlog werd een liberty-schip van de Amerikaanse marine naar hem vernoemd. Voorts schonk de Catalaanse overheid in 1988 een 2,7 meter hoog standbeeld van De Portolà aan de staat Californië. Het beeld dat werd gemaakt door Josep Maria Subirachs staat in Pacifica.